# NGC 5796
NGC 5796 في الفهرس العام الجديد، هي مجرة، تقع في كوكبة الميزان. اكتشفت في 23 مايو 1884 بواسطة فيلهلم تمبل.

## روابط خارجية
- NGC 5796 على موقع ويكي سكاي: DSS2, SDSS, GALEX, IRAS, Hydrogen α, X-Ray, Astrophoto, Sky Map, Articles and images